# Nationaal park Norra Kvill

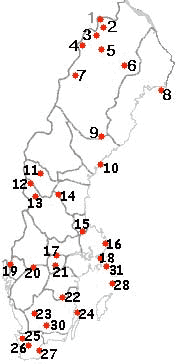
Norra Kvill is nummer 22 op de kaart

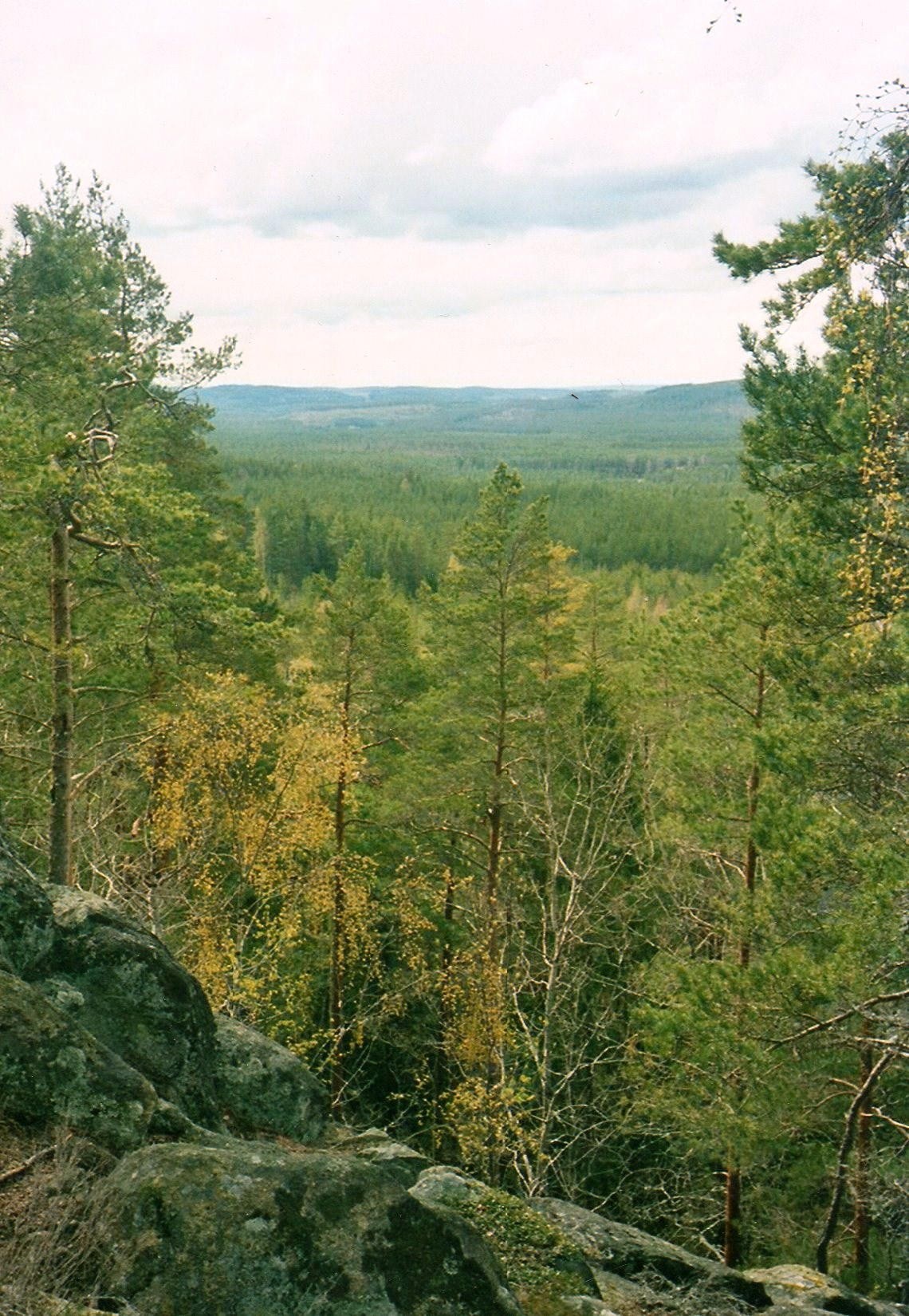
Norra Kvill National Park

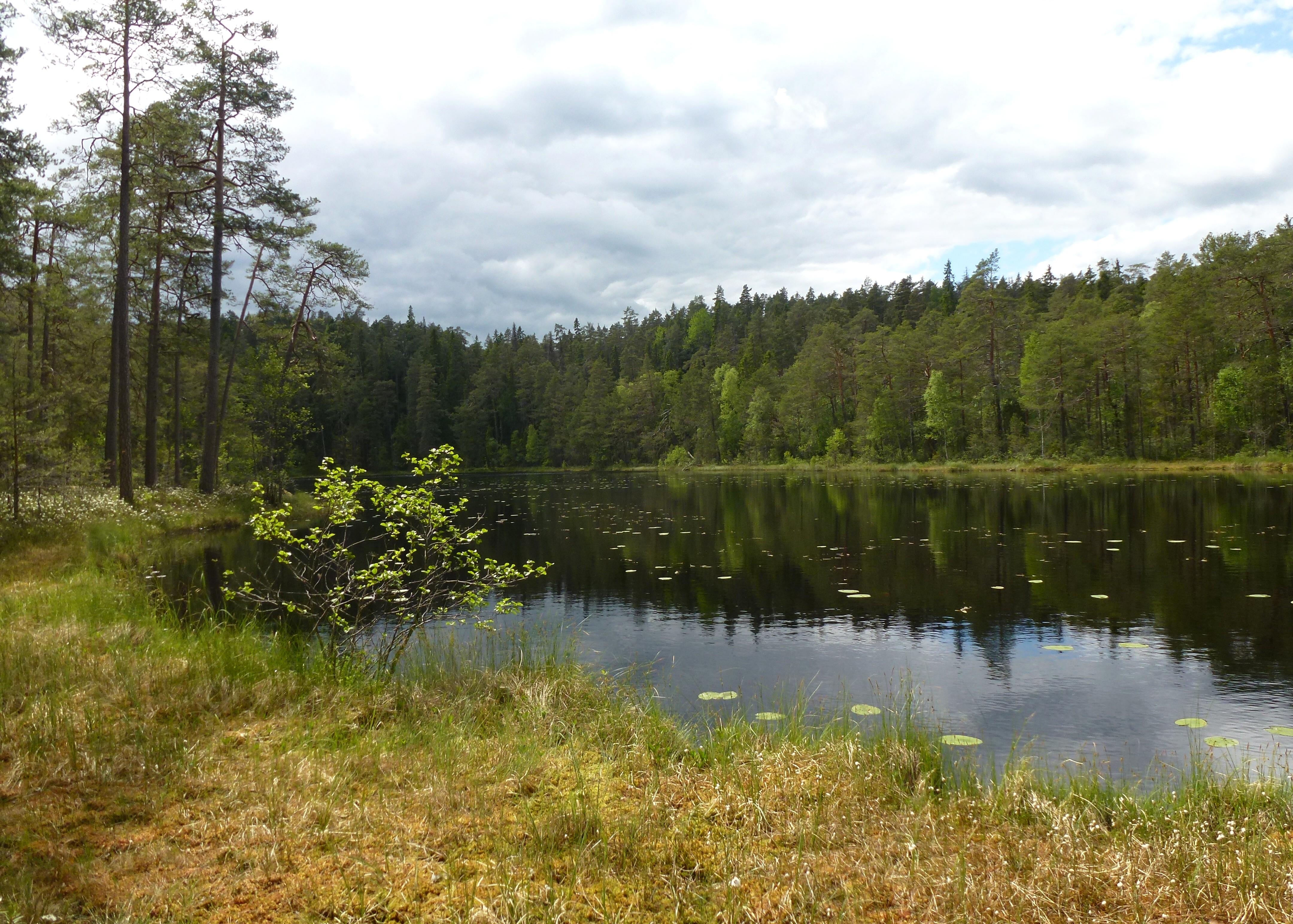
Het meer Stora Idgölen, 2012

Nationaal park Norra Kvill (Zweeds: Norra Kvill Nationalpark) is een klein nationaal park van 114 ha (1,14 km²) groot, dat is gesticht in 1927. Het ligt bij Vimmerby in Kalmar, Småland, in zuid Zweden. Enkele kilometers van het park bevindt zich de Rumskulla-eik, Europa's grootste Quercus robur met een omvang van 14 meter en een ouderdom van ca. 1000 jaar.
De ondergrond van het park bestaat uit graniet. In het park komt veel moerasbos voor met bijzondere planten, zoals slangenwortel (Calla palustris), moeraswederik (Lysimachia thyrsiflora) en boszwenkgras (Festuca altissima).